# Youcef Madi
Pour les articles homonymes, voir Madi.
Youcef Madi, né le 10 avril 1998, est un escrimeur algérien.

## Carrière
Youcef Madi est médaillé de bronze en fleuret par équipes aux Championnats d'Afrique 2015 au Caire, aux Jeux africains de 2015 à Brazzaville, aux Championnats d'Afrique 2016 à Alger ainsi qu'aux Championnats d'Afrique 2019 à Bamako.
Il est médaillé d'argent en fleuret par équipes et médaillé de bronze en fleuret individuel aux Championnats d'Afrique 2022 à Casablanca.